# 排氣再循環

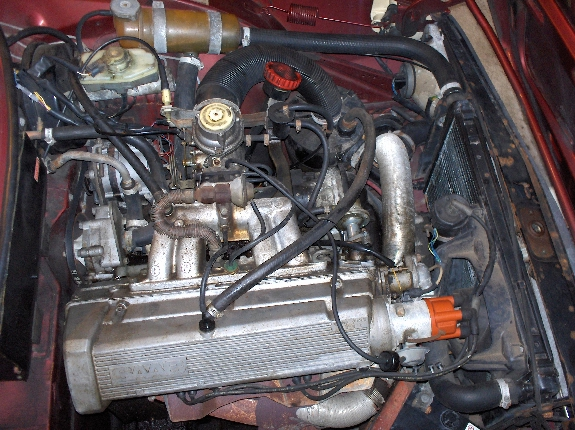
1987年紳寶90H引擎

又稱廢氣再循環（Exhaust Gas Recirculation）乃汽車用小型内燃機在燃燒後將排出氣體的一部分導入吸氣側使其再度吸氣的技術（手法或方法），取其每個英語單字的字首「EGR」為通稱，主要目的為降低排出氣體中的氮氧化物（NOx）與分擔部分負荷時可提高燃料消費率。

## 概要
内燃機在燃燒後排出的氣體中含氧量極低甚至是沒有，此排出氣體與吸氣混合後會使吸氣中氧氣濃度降低，因此會產生下列現象:
- 比大氣更低的含氧量及排氣中的惰性氣體二氧化碳在燃燒時會讓（最高）溫度會降低，抑制氮氧化物（NOx）的產生。
- 燃燒温度降低時，汽缸與燃燒室壁面、活塞表面的熱能發散會降低，另外因熱解離造成的損失也會有些微降低。
- 燃油引擎其部分負荷為汽缸內在非EGR時為了提供等量的氧氣量（為了得到同一軸的出力），因此需要將油門開大，結果吸氣時的吸油（油門）損失較低，燃料消費率會提高。此即為活塞在一次行程下吸入的氧氣降低時，會如同使用小排氣量引擎採下加速前進時一樣的效果。

EGR的返流量依燃油引擎的情形(在吸氣量中)下最大為15%，而怠速時與高負載時則會停止。以車輛重量來看引擎出力較小的大型柴油車，其引擎負載較高，為了能夠達到排氣量標準也常會使用到EGR技術。

## 历史
EGR技術在當時（實用化以前、1970年代），燃油機因無法使用氧化催化來淨化氮氧化物（NOx）的情況下而導入的。但是在返流量與燃料噴射量無法精密控制的的情況下，為了使燃料能夠安定因此吸氣混合比必須設的很高（燃油會過剰）、這反而使燃料消費率惡化。之後、控制技術提高且觸媒轉化器的實用化後，現在已經可以用來解決NOx的排出與燃料消費率提高向的問題。
原理上EGR在沒有節流閥的柴油機在減低油門損失上是沒有效果的，但在1990年代前期開始進行以減低 NOx 為目的的EGR研究中發現、

## 技術
實際上排出氣體的返流是在吸氣與排氣的兩種流型間接上插有控制閥門的管子，利用控制閥門的開關時間來控制流量的增減。由於有高温排氣返流所以可以忽略吸氣充填効率的低下，因此大型柴油機幾乎都裝有利用熱交換器製成的冷却機構（cool EGR）。多數會將一部份引擎的冷卻水分流，用冷卻機構來將吸收的熱量進行散熱，但會使散熱器增加額外的30%負載，所以必須增大冷卻風扇等其他設備因而導致重量增加。
另外裝有渦輪增壓器等過給器的大型燃油機在高負載時若進行EGR，吸氣壓力會大於排氣、會使單純的閥門開關無法進行返流，因此須設置EGR控制閥門逆止閥（止回閥）。理論上若能改變EGR量就有可能可以取消燃油機的節流閥、但大量的EGR在點火時的困難會容易造成燃燒不穩定，以及無法在怠速時達成穩定狀態等理由使其難以實用化。EGR與稀薄燃燒技術很大的關連性，並且還有汽缸内直接噴射技術中稀薄混合氣下如何能穩定的燃燒的課題。